# فم جميل وخضراء عيوني
فم جميل وخضراء عيوني (بالإنجليزية: Pretty Mouth and Green My Eyes)‏ قصة قصيرة كتبها الكاتب والروائي الأمريكي جاي. دي. سالينجر، نُشرت في البداية في عدد يوليو 1951 من مجلة النيويوركر، ولاحقًا ضمن المجموعة الأكبر لأعمال سالينجر القصيرة، تسع قصص (أبريل، 1953). على مدى المحادثات الهاتفية القليلة، تدور القصة حول ثلاث شخصيات بالغة وبقية أمسيتهم بعد مغادرتهم إحدى الحفلات.

## ملخص الحبكة
تبدأ القصة بهاتف يرن في شقة لي في مكان ما في نيويورك. تجلس بجانب لي امرأة شابة زرقاء العينين. كان الاثنان يجلسان ويدخنان معًا عندما اتصل آرثر، زميلٌ له، في حالة سكر قلقًا حول مكان زوجته. يشير آرثر لاحقًا إلى زوجته باسمها، جواني. حيث كان جميعهم متواجدين في حفلة قبل ساعات من المكالمة الهاتفية. يمر آرثر بمجموعة من الأفكار بصوت عالٍ مشتت والعديد من الأسئلة الموجهة إلى لي، مصحوبة بموجة هائلة من العواطف. مصدر قلق آرثر الرئيسي هو مكان زوجته، رغم أنه يبدو نادمًا على زواجه منها. عبّر في وقت لاحق عن قلقه بشأن وظيفته في مكتب المحاماة. يحاول لي التحدث إلى آرثر بقليل من العقلانية أثناء المحادثة، بينما آرثر يقاطعه باستمرار. طوال فترة تحدّث لي على الهاتف، كانت الفتاة التي ترافقه تدخن وتبادله النظرات. يحاول لي طمأنة آرثر أن زوجته غالبًا ستصل في أي لحظة وأنه ينبغي عليه أن يحاول جمع نفسه قبل أن تدخل. رغم أنه لا الراوي ولا الشخصيات الثلاثة تؤكد ذلك صراحة، فإن الفتاة الموجودة مع لي ضمنيًا توحي بأنها زوجة آرثر، جواني. لا يتوضح هذا الترابط إلا حينما يشير آرثر إلى أن عيون جواني تشبه الصدف. تنتهي المكالمة الهاتفية أخيرًا مع محاولة لي إقناع آرثر في الحصول على قسط من الراحة. تتبادل الشابة ولي بضع كلمات ويستمران في التدخين حتى مقاطعتهما مرة أخرى بسبب مكالمة هاتفية أخرى. إنه آرثر مرة أخرى، مُخبرًا لي أن جواني دخلت للتو وأن كل شيء على ما يرام. يتحدث آرثر لفترة أطول قليلًا حول رغبته في الانتقال إلى كونيكتيكت مع جواني ويناقض نفسه عملياً في كل ما قاله للتو في المكالمة الهاتفية السابقة. يقاطع لي آرثر ويشرح له أن عليه الذهاب بسبب صداع لا يعرف سببه. لي يغلق السماعة وينتهي الحديث فجأة، وبهذه الطريقة تنتهي القصة.

## المواضيع
الموضوع الرئيسي الذي كثيرًا ما يُناقش هو الخيانة الجنسية. رغم أن ذلك ليس واضحًا تمامًا، لكن يُترك للقارئ الاستنتاج بأن جواني هي الفتاة الصغيرة الموجودة مع لي وكذلك زوجة آرثر التي يُبحث عنها. يمتد هذا الموضوع إلى حياة سالينجر الشخصية، حيث يزعم البروفيسور البريطاني بريت ويفر أن «شخصية جواني مأخوذة عن حبيبة سالينجر لمرة واحدة أونا أونيل التي تخلت عنه من أجل شارلي شابلن، وأن قصة «الجميل» هي انتقام سالينجر من أجل قلبه المكسور»"

## التلقي والتفسير
لم يكن هناك عمليًا أي تلقِّ نقدي لـ «فم جميل وأخضر عيوني». يُقرّ المؤلف جون ف. هاكوبيان بأن أكثر التعليقات التي قُدّمت هي «ثلاث فقرات من إعداد ديفيد إل. ستيفنسون، [مقارنًا] القصة ... مع قصة همنغواي «الحياة القصيرة السعيدة لفرانسيس ماكومبر»». يُصرّح هاكوبيان أن قصة «فم جميل» واضحة، مسيطر عليها، ومكوّنة بشكل جميل. "
تحظى القصة باهتمام كبير من خلال تضمينها في المختارات الأدبية من أعمال سالينجر، أو غيرها من المختارات المشابهة مثل قصص أمريكية شهيرة التي كتبها أنغوس بوريل. مع ذلك، كل ما دوّن من القصة في مختارات بوريل هو ملخص قصير.
القليل من الإشارات الأخرى تفسيريّ فقط. فيقول المؤلف جيمس لوندكويست أن «فم جميل» هي، «قصة تتحلل إلى شفقة دون أي مواساة شافية على نحو غير معهود». يشرح المؤلف والفنان الفرنسي كاميل بورنكيل القصة بأنها «قصة حضرية عن المنظومة الإدارية [مُكوّنة] من محادثتين هاتفيتين».